# Мулимья
Мули́мья (рос. Мулымья) — селище у складі Кондінського району Ханти-Мансійського автономного округу Тюменської області, Росія. Адміністративний центр Мулимьїнського сільського поселення.
Населення — 1157 осіб (2010, 1145 у 2002).
Національний склад станом на 2002 рік: росіяни — 79 %.